# Peter Casparsson
Peter Casparsson (* 14. März 1975 in Falun) ist ein ehemaliger schwedischer Eishockeyspieler, der zwischen 2007 und 2012 bei den Vienna Capitals in der Österreichischen Eishockey-Liga unter Vertrag stand.

## Karriere
Peter Casparsson begann seine Karriere als Eishockeyspieler in der Nachwuchsabteilung des Leksands IF, für dessen Profimannschaft er von 1993 bis 1996 in der Elitserien aktiv war. Anschließend verbrachte er zwei Jahre lang in der damals noch zweitklassigen Division 1, ehe er zur Saison 1998/99 bei dessen Ligarivalen Linköpings HC unterschrieb, mit dem er auf Anhieb in die Elitserien aufstieg. Nach dem anschließend Abstieg in die neu gegründete zweite Liga HockeyAllsvenskan, gelang ihm mit seiner Mannschaft 2001 der sofortige Wiederaufstieg. Bis 2005 spielte er fast ausschließlich in der Elitserien für den Linköpings HC, einzig die Saison 2002/03 beendete er bei dessen Ligarivalen Malmö Redhawks. 
Von 2005 bis 2007 stand Casparsson jeweils eine Spielzeit lang für die SG Cortina in der italienischen Serie A1 sowie für die Straubing Tigers in der Deutschen Eishockey Liga. Ab der Saison 2007/08 stand der ehemalige schwedische Junioren-Nationalspieler für die Vienna Capitals in der Österreichischen Eishockey-Liga auf dem Eis.
2012 beendete er seine Karriere und wurde Materialwart beim Linköpings HC.

### International
Für Schweden nahm Casparsson an der U18-Junioren-Europameisterschaft 1993 teil, bei der er mit seiner Mannschaft den ersten Platz belegte. 

## Erfolge und Auszeichnungen
- 1993 Goldmedaille bei der U18-Junioren-Europameisterschaft
- 1999 Aufstieg in die Elitserien mit dem Linköpings HC
- 2001 Aufstieg in die Elitserien mit dem Linköpings HC

## Karrierestatistik
(Legende zur Spielerstatistik: Sp oder GP = absolvierte Spiele; T oder G = erzielte Tore; V oder A = erzielte Assists; Pkt oder Pts = erzielte Scorerpunkte; SM oder PIM = erhaltene Strafminuten; +/− = Plus/Minus-Bilanz; PP = erzielte Überzahltore; SH = erzielte Unterzahltore; GW = erzielte Siegtore; 1 Play-downs/Relegation; Kursiv: Statistik nicht vollständig)